# لابل (میزوری)
–
لابل (به انگلیسی: La Belle) یک شهر در ایالات متحده آمریکا است که در شهرستان لویس، میزوری واقع شده‌است. لابل ۱٫۷۶ کیلومتر مربع مساحت و ۶۶۰ نفر جمعیت دارد و ۲۲۰ متر بالاتر از سطح دریا قرار دارد.